# ثلاثة عشر (فلم)
ثلاثة عشر (بالإنجليزية: Thirteen) هو فيلم دراما أمريكي من إخراج كاثرين هاردويك و بطولة هولي هنتر، إيفان رايتشل وود ونيكي ريد، صدر الفيلم في 20 أغسطس 2003.
يتناول الفيلم بشكل عام حياة المراهقين في بداية الألفية الجديدة ، عن كيف يكبر الشخص بسرعة و بشكل خاص حياة الفتاة "ترايسي" و هي مراهقة منبوذة تحلم أن تصبح فتاة محبوبة و معروفة إلا أن تلتقي بـ"ايفي" أشهر فتاة في المدرسة و هنا تبدأ رحلة "تراسي" مع التمرد و المخدرات و الجنس حيث تفتح دوامة لا مخرج منها

## روابط خارجية
- مقالات تستعمل روابط فنية بلا صلة مع ويكي بيانات